# Cineteatro Curvo Semedo
O Cineteatro Curvo Semedo, é um equipamento cultural na cidade de Montemor-o-Novo, na região do Alentejo, em Portugal.

## Descrição
O Cineteatro Curvo Semedo tem acesso pelo Largo António José de Almeida, em Montemor-o-Novo. É considerado um importante equipamento cultural de Montemor-o-Novo, sendo normalmente utilizado pelas associações culturais do concelho. Tem capacidade para 700 espectadores. Além de teatro e cinema, também é utilizado na organização de espectáculos musicais e de dança, e de exposições de arte.

## História
O edifício sucede ao antigo Teatro Montemorense, que foi destruído por um incêndio em 1922. As obras do novo teatro começaram em 1925, O novo edifício foi desenhado pelo arquitecto Raul Lino, que também foi responsável pelo Teatro Tivoli, em Lisboa. Foi oficialmente inaugurado em 17 de Janeiro de 1960. Foi baptizado em honra do poeta Curvo Semedo, que nasceu em 1766 na povoação de Montemor-o-Novo.
Em 2016, o teatro foi alvo de trabalhos de remodelação, por parte da empresa Mech.
Em Janeiro de 2024, o presidente da Câmara Municipal de Montemor-o-Novo, Olímpio Galvão, declarou à Agência Lusa que a autarquia previa iniciar nesse ano dois grandes empreendimentos, correspondentes à requalificação do Convento da Saudação e do Cineteatro Curvo Semedo. As obras no teatro estavam orçamentadas em cerca de 3,5 milhões de euros, comparticipados em cerca de dois milhões por fundos comunitários. Olímpio Galvão afirmou que esta intervenção iria tornar o teatro «mais digno e com as devidas condições, à imagem de toda a dimensão cultural e artística que o concelho tem», e explicou que iria incidir sobre os elementos da plateia, primeiro balcão e palco, e «todo o tipo de cadeiras e todas as inclinações irão ser pensadas para o maior conforto e não podemos descurar a qualidade acústica que o cineteatro tem».